# Emmanuel Dassi Youfang
Emmanuel Dassi Youfang (ur. 7 sierpnia 1967 w Baham) – kameruński duchowny katolicki, biskup Bafia od 2020.

## Życiorys

### Prezbiterat
Święcenia kapłańskie otrzymał 16 czerwca 2001 i został inkardynowany do diecezji Bafoussam. Po święceniach przez kilka lat pracował duszpastersko. W 2009 został wikariuszem generalnym diecezji. W latach 2010–2012 studiował w Paryżu, a w kolejnych latach ponownie zajmował stanowisko wikariusza generalnego.

### Episkopat
7 listopada 2016 papież Franciszek mianował go biskupem pomocniczym diecezji Bafoussam oraz biskupem tytularnym Oescus. Sakry biskupiej udzielił mu 7 stycznia 2017 bp Dieudonné Watio.
13 maja 2020 został mianowany biskupem ordynariuszem diecezji Bafia, a 11 lipca 2020 kanonicznie objął urząd. 